# Beware the Book of Eli
Albums de Ski Mask the Slump God
You Will Regret
(2017) Stokeley
(2018)
Singles
1. DoIHaveTheSause?
Sortie : 23 février 2018

Beware the Book of Eli est la troisième mixtape du rappeur américain Ski Mask The Slump God, sortie le 11 mai 2018 sur les labels Victor et Republic.

## Liste des titres
| No  | Titre                                                                                  | Auteur                                                                       | Contient un (des) sample(s) de            | Durée |
| --- | -------------------------------------------------------------------------------------- | ---------------------------------------------------------------------------- | ----------------------------------------- | ----- |
| 1.  | Lost Souls (featuring Rich the Kid – Produit par Natra Average)                        | Stokeley Goulbourne, Dimitri Roger, Christopher Gibbs                        |                                           | 2:46  |
| 2.  | Run (Produit par Timbaland)                                                            | Goulbourne, Timothy Mosley                                                   |                                           | 1:47  |
| 3.  | Throwaway (featuring Ronny J – Produit par Kashaka)                                    | Goulbourne, Ronald Spencer, Jr., Eli Evnen                                   |                                           | 1:48  |
| 4.  | Coolest Monkey in the Jungle (featuring SahBabii – Produit par Murda Beatz et Cubeatz) | Goulbourne, Saaheem Valdery, Shane Lindstrom, Kevin Gomringer, Tim Gomringer |                                           | 2:32  |
| 5.  | Suicide Season (Produit par Natra Average)                                             | Goulbourne, Gibbs                                                            | Only When I'm Dreaming de Minnie Riperton | 2:12  |
| 6.  | DoIHaveTheSause? (Produit par FH3 Beats)                                               | Goulbourne, Freddy Harris III                                                |                                           | 2:58  |
| 7.  | Geekin (featuring Danny Towers – Produit par Natra Average)                            | Goulbourne, Daniel Towers, Gibbs                                             |                                           | 2:25  |
| 8.  | Child's Play (Produit par Jimmy Duval et ARNOLDISDEAD)                                 | Goulbourne, James Duval, Arnold Gutierrez, Jr.                               | Poltergeist de Deftones                   | 1:37  |
| 9.  | Dapper Dan (Produit par Natra Average)                                                 | Goulbourne, Gibbs                                                            |                                           | 1:35  |
| 10. | Bukkake (featuring Rich the Kid – Produit par Jimmy Duval)                             | Goulbourne, Roger, Duval                                                     |                                           | 2:01  |